# Kensington (Minnesota)
Kensington és una població dels Estats Units a l'estat de Minnesota. Segons el cens del 2000 tenia 286 habitants.

## Demografia
Segons el cens del 2000, Kensington tenia 286 habitants, 132 habitatges, i 67 famílies. La densitat de població era de 424,7 habitants per km².
Dels 132 habitatges en un 28,8% hi vivien nens de menys de 18 anys, en un 39,4% hi vivien parelles casades, en un 8,3% dones solteres, i en un 49,2% no eren unitats familiars. En el 40,9% dels habitatges hi vivien persones soles el 22,7% de les quals corresponia a persones de 65 anys o més que vivien soles. El nombre mitjà de persones vivint en cada habitatge era de 2,17 i el nombre mitjà de persones que vivien en cada família era de 3,03.
Per edats la població es repartia de la següent manera: un 24,8% tenia menys de 18 anys, un 10,8% entre 18 i 24, un 26,2% entre 25 i 44, un 18,2% de 45 a 60 i un 19,9% 65 anys o més.
L'edat mediana era de 37 anys. Per cada 100 dones de 18 o més anys hi havia 93,7 homes.
La renda mediana per habitatge era de 31.979 $ i la renda mediana per família de 39.750 $. Els homes tenien una renda mediana de 26.250 $ mentre que les dones 22.500 $. La renda per capita de la població era de 14.932 $. Entorn del 5,1% de les famílies i el 14,8% de la població estaven per davall del llindar de pobresa.

## Poblacions més properes
El següent diagrama mostra les poblacions més properes.